# Ulrich Matthes
Ulrich Matthes, född 9 maj 1959 i Berlin, är en tysk skådespelare. 
TV-dramadebut 1969. Mathes är internationellt mest känd för rollerna som Joseph Goebbels i filmen Undergången (2004) och som prästen Henri Kremer i Den nionde dagen. Ulrich spelade rollen som Hitler i München - på randen till krig. I övrigt arbetar han huvudsakligen med teater.

## Filmografi i urval
- 1995 – Nikolaikyrkan
- 1997 – Dödsspelet
- 1997 – Vinterdröm
- 2004 – Den nionde dagen
- 2004 – Undergången - Hitler och Tredje rikets fall
- 2011 – Dödslistan
- 2013 – Skrivboken
- 2014 – Bornholmer Strasse
- 2019 – A Hidden Life
- 2021 – München - På randen till krig